# Banchan
 (février 2015).
Si vous disposez d'ouvrages ou d'articles de référence ou si vous connaissez des sites web de qualité traitant du thème abordé ici, merci de compléter l'article en donnant les références utiles à sa vérifiabilité et en les liant à la section « Notes et références ».

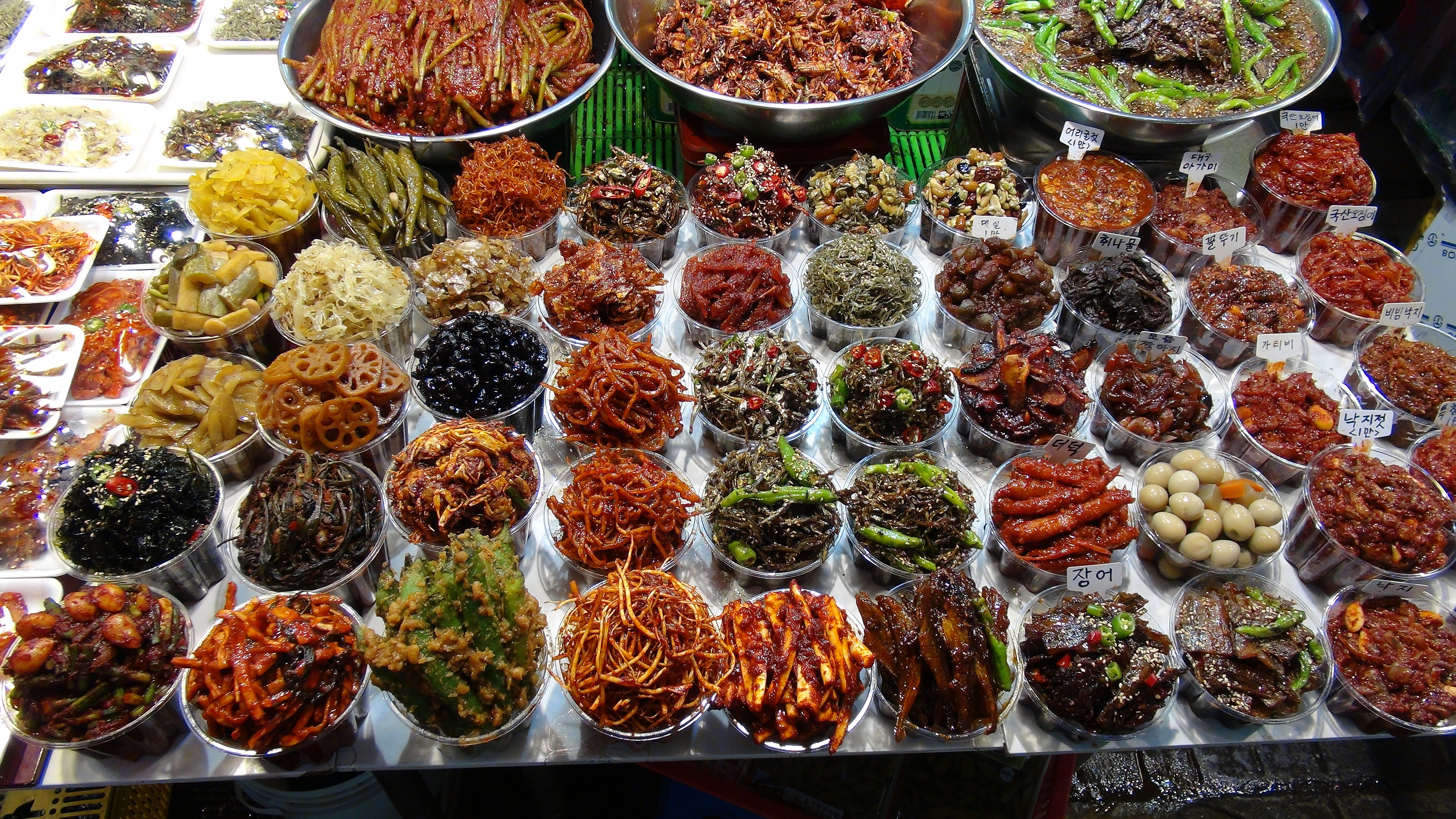
Différentes sortes de banchan dans un marché coréen.

Le banchan (hangul : 반찬 ; hanja : 飯饌), parfois écrit dans une autre romanisation : panch'an, est un plat d'accompagnement de la cuisine coréenne, servi dans de petits contenants et placé au centre de la table. Il en existe de nombreuses sortes, et l'on en sert généralement au moins quatre ou cinq différents pour accompagner les plats.

## Les principaux types debanchan

### Gimchi
Le gimchi (김치, souvent orthographié kimchi), est un ensemble de plats à base de végétaux fermentés, généralement du chou chinois (배추, baechu), assaisonnés avec des piments et du sel. C'est le banchan essentiel d'un repas coréen. Certains Coréens ne considèrent pas un repas complet sans gimchi. Les gimchis peuvent être faits avec d'autres types de végétaux, tels que la ciboulette, de la moutarde brune (갓, gat) ou des radis chinois (무, mu).

### Namul
Le namul (나물) se réfère à des végétaux à la vapeur, marinés ou sautés, généralement assaisonnés avec de l'huile de sésame, du sel, du vinaigre, de l'ail émincé, de l'oignon en tranche, des piments séchés et de la sauce soja.

### Bokkeum
Le bokkeum (볶음) est un ensemble de plats sautés en sauce.

### Jorim
Le jorim (조림) est un ensemble de plats mijotés dans un bouillon assaisonné.

### Jjim
Le jjim (찜) est un ensemble de plats bouillis ou à la vapeur, ensemble dans lequel on trouve l'Andong jjimdak.

### Jeon
Le jeon (전) est le nom d'un ensemble de plats à base de galettes. Buchimgae est un synonyme proche.